# Ряполовский, Фёдор Семёнович Меньшой
Князь Фёдор Семёнович Ряполовский по прозвищу Меньшой (также Стрига; ум. 1518) — русский военачальник, полковой и городовой воевода эпохи Василия III из рода Ряполовских, ветви князей Стародубских.

## Биография
Из княжеского рода Ряполовские, третий сын родоначальника, князя Семёна Ивановича. Имел братьев, князей Фёдора Большого, Василия Мниха и Петра Лобана.
В 1507 году воевода в Белёве и велено ему идти к Казани и быть там воеводой Передового полка. В 1511 году четвёртый воевода Большого полка в Туле.
Умер в 1518 году.
Имел единственного сына, окольничего Ивана Фе́доровича. По прозвищу отца (Стрига), Иван Фёдорович и его дети Михаил и Андрей часто назывались Стригины-Ряполовские, или просто Стригины.

## Смешение братьев
Разрядные книги и летописи не всегда указывали прозвища братьев Фёдоров Семёновичей Ряполовских, потому некоторые историки XIX и начала XX веков объединяли данные о службах братьев. М. Г. Спиридов дает все сведения вместе (Спиридов, 1810, с. 86), при этом ошибочно приписывая старшему брату прозвище Стрига. В. Д. Корсакова в статьях о братьях в Русском биографическом словаре относит все сведения (за исключением воеводства в передовом полку под Выборгом в 1496 году) к старшему брату, Фёдору Хрипуну.
В. Н. Берх и П. В. Долгоруков (Берх, 1823, с. 2, Долгоруков, 1823, с. 250) датируют смерть старшего Фёдора 1498 годом (Берх, ошибочно, называет брата Фёдором Степановичем). Однако П. Н. Петров шибочно приводит эту дату как дату смерти младшего Фёдора (Петров, 1886, с. 137); эта ошибка перекочевала и в статью РБС.
В настоящее время наиболее общепринятым является мнение А. А. Зимина, опирающееся на дополнительные источники, в том числе поземельные акты. А. А. Зимин относит все сведения до 1500 года к старшему брату, а сведения после 1500 года — к младшему брату (Зимин, 1988, с. 41—42).
Разногласий об отцовстве следующего поколения в литературе нет. Все источники показывают Федора Хрипуна Большего отцом трех сыновей: Михаила, Ивана Хилка и Ивана Татя; а Федора Стригу Меньшого отцом единственного сына, окольничего Ивана Фёдоровича.